# Oxydothis opaca
Oxydothis opaca är en svampart som först beskrevs av Miles Joseph Berkeley, och fick sitt nu gällande namn av K.D. Hyde 1994. Oxydothis opaca ingår i släktet Oxydothis, ordningen kolkärnsvampar, klassen Sordariomycetes, divisionen sporsäcksvampar och riket svampar.   Inga underarter finns listade i Catalogue of Life.